# بيتر جون سيمون
بيتر جون سيمون مواليد 1 يونيو 1980 في كوتاباتو، الفلبين، هو لاعب كرة سلة فلبيني. بدأ مسيرته الاحترافية في سنة 2004. يلعب مع فريق ستار هوتشوتز في الرابطة الفلبينية لكرة السلة. يحمل الرقم 8.